# Ekrem Al
Ekrem Al (* 1. Januar 1955 in Trabzon) ist ein türkischer Fußballtrainer.

## Karriere
Al startete seine Trainerkarriere 1990 mit seiner Cheftrainiertätigkeit beim Drittligisten Trabzon Telekomspor. Nachdem er diesen Verein zwei Jahre trainiert hatte, übernahm er mit Trabzon Yalıspor einen weiteren Drittligisten der Provinz Trabzon. Bereits ein Jahr später wechselte er zu Ofspor.
Nach einer einjährigen Tätigkeit bei Giresunspor übernahm er zum Sommer 1996 den Drittligisten Gümüşhane Doğanspor. Mit diesem Verein beendete er die Drittligasaison 1997/98 als Meister und stieg in die 2. Lig auf. Nach diesem Erfolg einigte er sich auch für die kommende Saison, verließ den Verein aber bereits in den ersten Wochen der neuen Spielzeit. Im November 1998 wurde er als Cheftrainer bei Bulancakspor vorgestellt und trainierte diesen Verein eine Saison lang. Anschließend übernahm er zur Saison 1999/00 Akçaabat Sebatspor. Mit diesem Verein erzielte er in der Drittligasaison 1999/2000 die Vizemeisterschaft und damit den Aufstieg in die 2. Lig. Nach diesem Erfolg konnte er mit seinem Verein keine Einigung für eine Zusammenarbeit finden, sodass er den Verein Richtung Zweitligist Siirt Jetpaspor verließ. Von diesem Verein trennte er sich noch im Verlauf seiner ersten Saison.
Die nachfolgenden Jahre trainierte er eine Vielzahl von Zweit- und Drittligisten. U. a. arbeitete er in der Saison 2003/04 beim Erstligisten Akçaabat Sebatspor, verließ diesen Verein aber bereits nach neun Spieltagen. Im Februar 2006 übernahm er ein 3. Mal Sebatspor und betreute den Verein bis zum 3. Spieltag der Saison 2006/07. Anschließend übernahm er im November 2006 den Zweitligisten Altay Izmir. Diesen Verein führte er ins Finale der Playoffs der TFF 1. Lig. Im Finale unterlag man mit 3:4 nach Elfmeterschießen Kasımpaşa Istanbul. Altay verließ er nach dem 2. Spieltag der Saison 2007/08 und trainierte dann der Reihe nach Mardinspor, Adanaspor, Orduspor, Şanlıurfaspor, Akçaabat Sebatspor und Altay Izmir.
Im Sommer 2013 wurde er als Cheftrainer vom Zweitligisten Adanaspor vorgestellt und betreute damit zum zweiten Mal diesen Verein. Nachdem Adanaspor unter Al bereits am ersten Spielzeit der Spielzeit 2013/14 gegen Orduspor mit 0:4 eine herbe Heimniederlage erlitt, erklärte Al seinen Rücktritt.
Anfang März 2014 übernahm er den Zweitligisten 1461 Trabzon.

## Erfolge
Mit Gümüşhane Doğanspor
- Meister der TFF 2. Lig 1997/98 und Aufstieg in die TFF 1. Lig

Mit Akçaabat Sebatspor
- Vizemeister der TFF 2. Lig 1999/2000 und Aufstieg in die TFF 1. Lig